# Geoelektryka
Geoelektryka  jest gałęzią geofizyki, która wykorzystuje własności fizyczne skał związane z przebiegiem zjawisk elektromagnetycznych. Do własności tych należą:
- oporność elektryczna;
- względna przenikalność elektryczna;
- przenikalność magnetyczna.

Do grupy geoelektrycznych metod badań należą takie metody jak:
- metoda Georadarowa;
- metoda elektromagnetyczna;
- metoda elektrooporowa.